# 尼古拉斯·布隆伯根
尼古拉斯·布隆伯根（荷蘭語：Nicolaas Bloembergen，1920年3月11日—2017年9月5日），出生于多德雷赫特的荷兰物理学家，1981年获诺贝尔物理学奖，亞利桑那大學教授。

## 早年生活
尼古拉斯生於荷蘭一個大家庭，父親奧克·布隆伯根（Auke Bloembergen）是位化學工程師，在一間化肥公司當行政人員，母親索菲亞（Sophia）擁有高級法語學位，是位全職主婦。他有五個兄弟姊妹，舉家都篤信基督教新教。

## 學術生涯
尼古拉斯師承科內利斯·雅各布斯·高特，於1948年在萊頓大學獲得哲學博士的名銜，其間他曾經因為逃避戰火到訪美國哈佛大學，亦曾經於麻省理工學院輻射實驗室為美國物理學家愛德華·珀塞爾當研究生助理研究員。畢業後，在荷蘭為科內利斯做過短暫的博士後聘任。1949年獲哈佛大學委任為研究員學會初級研究員，兩年後晉升為副教授。1958年入籍美國。1978年獲得個人首個物理獎項－洛侖茲獎章。往後數十年不斷獲得多個大獎。

## 外部連結
- 诺贝尔官方尼古拉斯·布隆伯根自传

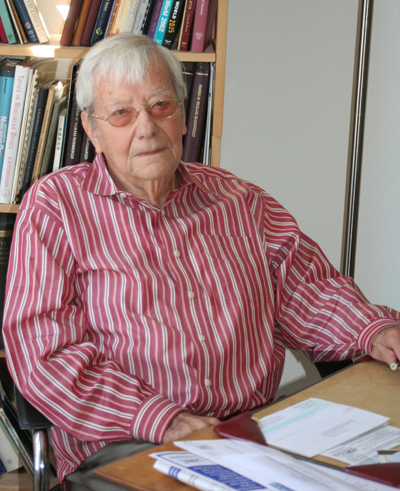
尼古拉斯·布隆伯根

- Freeview video 'An Interview with Nicolaas Bloembergen' by the Vega Science Trust （页面存档备份，存于）
- Nicolaas Bloembergen
- their contribution to the development of laser spectroscopy
- Oral History interview transcript with Nicolaas Bloembergen 27 June 1983, American Institute of Physics, Niels Bohr Library and Archives （页面存档备份，存于）
- Autobiography at the Nobel Prize website